# Friedrich August von Finck
Friedrich August von Finck (né le 25 novembre 1718 à Strelitz, mort le 22 février 1766 à Copenhague) était un général prussien durant la guerre de Sept Ans.
Il entre dans le service actif en 1734 sur le Rhin, à la suite du duc Louis-Rodolphe de Brunswick-Wolfenbüttel. Il est transféré peu après au service de l'Autriche, et sert en Russie jusqu'à la disgrâce de son protecteur, le maréchal Burckhardt Christoph von Münnich, laquelle met un terme à ses chances d'avancement. En 1742, il se rend à Berlin, et Frédéric le Grand  fait de lui son aide de camp, avec le grade de major.

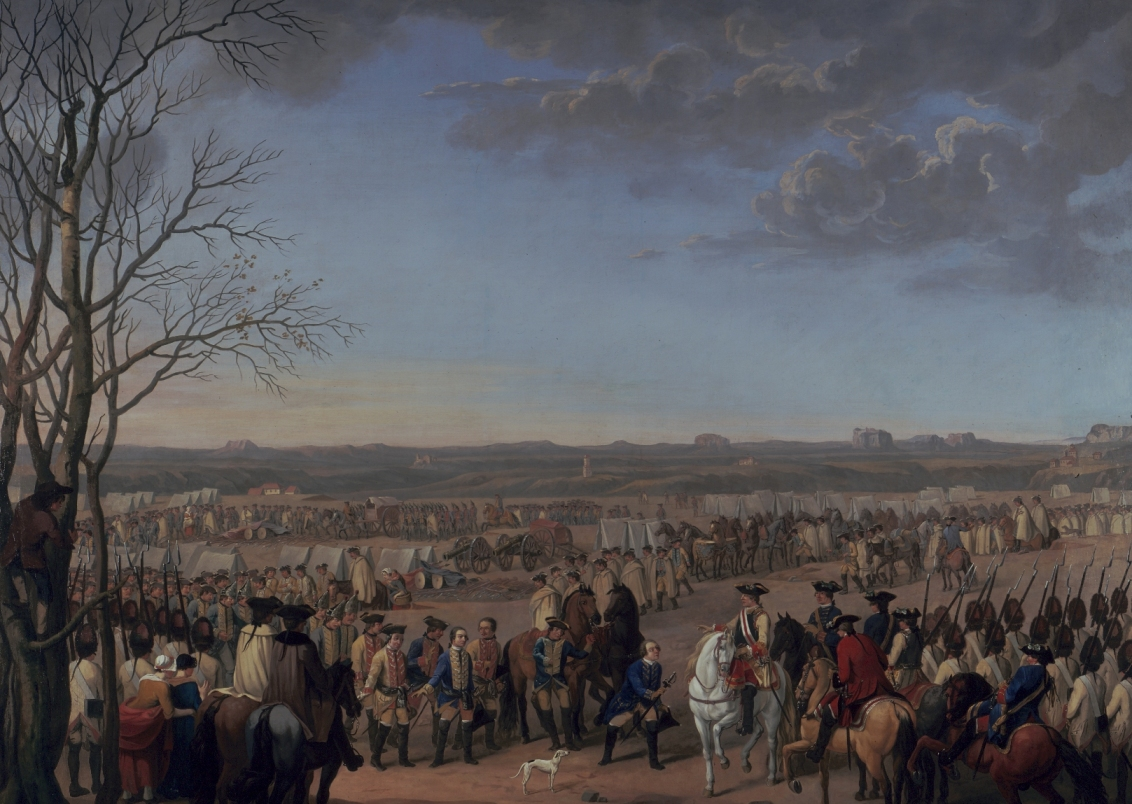
Reddition du général von Finck à Maxen. Tableau de Hyacinthe de La Pegna, vers 1760, musée d'histoire militaire de Vienne.

De brillants états de service pendant la guerre de Sept Ans lui assurent une promotion rapide. Il est nommé colonel après la bataille de Kolin, le 18 juin 1757, et major général, fin de 1757. Au début de 1759, Finck est devenu lieutenant-général, et dans ce grade commande un corps à la désastreuse bataille de Kunersdorf où il se distingue malgré la défaite, assumant le commandement après le départ de Frédéric II.
En septembre 1759, Finck, après avoir repris Leipzig aux Autrichiens, les repousse jusqu'aux environs de Meissen. Le 21 septembre, le général autrichien Haddick, ayant fait sa jonction avec les contingents des États de l'Empire, livre bataille aux Prussiens. La bataille de Körbitz dure de 9 h 30 du matin à 8 h du soir et s'achève par une victoire prussienne, seule l'insuffisance de sa cavalerie empêchant Finck d'exploiter sa victoire. Pour cette action, Finck se voit décerner par Frédéric II l'ordre de l'Aigle noir. Mais la désastreuse bataille de Maxen, où il capitule avec toute son armée le 21 novembre 1759, met brusquement un terme à la carrière de Finck.
Après la paix, Frédéric II traduit Finck et huit autres généraux devant un tribunal militaire. Finck est condamné à une peine d'emprisonnement en forteresse. À l'expiration de cette peine, il entre au service du Danemark comme général d'infanterie. Il meurt à Copenhague en 1766.

## Famille
En 1754, il épouse Ulrike Henriette von Buggenhagen (de) (morte en 1766), la fille unique de l'administrateur d'arrondissement Julius Adolph von Buggenhagen. Le mariage donne naissance aux enfants suivants :
- Karl Alexander (1759-1760)
- Auguste Dorothea Henriette (née en 1761) marié avec Wolf Friedrich von Stülpnagel auf Taschenberg
- Ulrike Luise Johanna (née le 2 mars 1763) mariée avec Karl Gottlieb von Stülpnagel (né le 14 septembre 1752 et mort le 23 février 1802), parents de Wolf Wilhelm Ferdinand von Stülpnagel.